# Bit.Trip Fate
Bit.Trip Fate, comercializado como BIT.TRIP FATE, es un shooter de arcade musical desarrollado por Gaijin Games y distribuido por Aksys Games para el servicio de descarga digital WiiWare para la Wii.

## Jugabilidad
Bit.Trip Fate toma lugar en tres entornos, cada uno dividido en dos niveles y un encuentro con un jefe. El primer entorno, compuesto por los niveles Determination y Patience, se asemeja a una caverna de cristal en un fondo espacial. El segundo entorno, compuesto por Desperation y Frustration, es un paisaje urbano repleto de rascacielos. El tercer entorno, compuesto por Anger y Fall, es un foso subterráneo con ríos de magma.
Las mecánicas híbridas del juego cuentan con una perspectiva lateral, parecida a la de un shooter horizontal, con Commander Video limitado a seguir un camino fijo llamado ''Vibe'', donde se puede mover libremente adelante o atrás, como en los shooters sobre rieles. Además, el jugador controla el movimiento de Commander Video independientemente de su retícula de puntería, en un estilo similar a los juegos de dos palancas inspirados en Robotron: 2084. La retícula está controlada por el puntero infrarrojo del Wii Remote, y las balas son disparadas radialmente desde la ubicación de Commander Video. El movimiento sobre los rieles será más rápido mientras el jugador no esté apretando el gatillo. Los rieles vienen en varias formas, por lo general similares a una onda senoidal, que son predeterminadas por el nivel, mientras que la pantalla se desplaza a un ritmo estable. Los enemigos avanzan desde varias direcciones, disparando proyectiles dirigidos y con patrones, como se hace tradicionalmente en los shoot 'em ups.
El rendimiento del jugador y la interacción con los enemigos crea una respuesta musical que contribuye a la banda sonora del escenario, proporcionando un elemento similar a ciertos juegos musicales, particularmente Rez. La jugabilidad está menos atada al ritmo que en entregas previas de la serie, dándole mayor libertad al jugador, pero menor respuesta dinámica.

## Desarrollo
El juego fue posteriormente empaquetado con otros cinco juegos de Bit.Trip en Bit.Trip Complete para la Wii en 2011. Un port de Nintendo Switch fue lanzado el 25 de diciembre de 2020.

## Recepción
Bit.Trip Fate recibió reseñas «generalmente favorables» de acuerdo con el sitio agregador de reseñas Metacritic.